# Distretto di Mampikony
Il distretto di Mampikony è un distretto del Madagascar situato nella regione di Sofia. Ha per capoluogo la città di Mampikony.
La popolazione del distretto è di 126 746 abitanti (censimento 2011).